# Otxoa
Cette page présente le prénom Otxoa ainsi que ses variantes.
Otxoa ou Otsoa est un prénom masculin basque. Du basque otso qui signifie « loup » (tandis que otsoa signifie « le loup » en basque).
Les variantes sont Otxando, Otxanko et Otxoko. 
Attesté en 1150 à Saint-Palais, près de Oxocelhaya et à Ossès, en 1353 à Ibarrolle, 1330 à Andosilla, en 1350 à Bidaurreta et 1366 à Eltso.

## Prénom
- Pour l'ensemble des articles sur les personnes portant ce prénom, consulter :
  - la liste des articles dont le titre commence par ce prénom
  - les listes produites par Wikidata : Liste des personnes de prénom « Otxoa » — même liste en incluant les éventuels prénoms composés qui contiennent « Otxoa ».